# Emiliano Marcondes
Emiliano Marcondes Camargo Hansen (Hvidovre, Dinamarca, 9 de marzo de 1995) es un futbolista danobrasileño que juega como centrocampista y su equipo es el Norwich City F. C. de la EFL Championship.
Su padre es danés y su madre es brasileña.

## Selección nacional
Ha sido internacional con la selección de fútbol sub-21 de Dinamarca.

### Participaciones en Eurocopas
| Copa                    | Sede    | Resultado      | Partidos | Goles |
| ----------------------- | ------- | -------------- | -------- | ----- |
| Eurocopa Sub-21 de 2017 | Polonia | Fase de grupos | 1        | 0     |

## Clubes
| Club                        | País       | Año       |
| --------------------------- | ---------- | --------- |
| F. C. Nordsjælland          | Dinamarca  | 2013-2017 |
| Brentford F. C.             | Inglaterra | 2018-2021 |
| F. C. Midtjylland (cedido)  | Dinamarca  | 2019      |
| AFC Bournemouth             | Inglaterra | 2021-2024 |
| F. C. Nordsjælland (cedido) | Dinamarca  | 2023      |
| Hibernian F. C. (cedido)    | Escocia    | 2024      |
| Norwich City F. C.          | Inglaterra | 2024-     |

## Palmarés

### Campeonatos nacionales
| Título                 | Club              | País      | Año  |
| ---------------------- | ----------------- | --------- | ---- |
| Superliga de Dinamarca | F. C. Midtjylland | Dinamarca | 2020 |

### Distinciones individuales
| Distinción                                                  | Año  |
| ----------------------------------------------------------- | ---- |
| Mejor jugador del mes de marzo en la Superliga de Dinamarca | 2017 |
| Mejor jugador del año en la Superliga de Dinamarca          | 2017 |